# Wola Książęca (przystanek kolejowy)
Wola Książęca – zlikwidowany przystanek kolejowy w Woli Książęcej, w województwie wielkopolskim, w Polsce, na trasie wąskotorowej linii Witaszyce Wąskotorowe – Zagórów.